# 英国－爱尔兰政府间会议
英國－愛爾蘭政府間會議（英語：British–Irish Intergovernmental Conference）是愛爾蘭政府和英國政府根據《貝爾法斯特協議》於1998年成立的政府間組織。英國－愛爾蘭政府間會議於1999年在倫敦首次召開會議，最近一次會議在2023年1月19日於都柏林舉行。

## 概述
當北愛爾蘭議會休會時，其所下放的事務將恢復至英國－愛爾蘭政府間會議的職權範圍內。英國－愛爾蘭政府間會議保證愛爾蘭政府在雙邊合作領域和尚未移交給北愛爾蘭議會或南北部長理事會的事項上有發言權。
英國－愛爾蘭政府間會議通常由愛爾蘭外交部長和北愛爾蘭事務大臣擔任主席。然而根據需要，英國－愛爾蘭政府間會議也會舉行首腦會議。英國－愛爾蘭政府間會議的首腦會議分別於1999年、2005年和2018年舉行。

## 雙邊合作
英國－愛爾蘭政府間會議的雙邊合作事務包括以下事項：
1、庇護和移民，包括共同旅行區問題。
2、歐盟和國際問題。
3、社會保障。
4、教育。
5、反藥物濫用政策：打擊組織犯罪和相關洗錢活動。
6、財政問題。